# Tallat dels Bassons
El Tallat dels Bassons és una cinglera del municipi de Conca de Dalt, antigament del de Toralla i Serradell, en territori del poble de Serradell.
Està situada en el sector nord-occidental del terme, a ponent de Serradell. Està situat a ponent del Tossal de Perestau, al sud-est del Turó de la Font del Forn, al nord-est del Turó de la Font dels Bassons i al sud-oest de lo Grau. És a la dreta del Torrent del Grau, a prop i a llevant de la Font dels Bassons.